# Sachbeweis
Der Sachbeweis ist eines von mehreren Beweismitteln eines Beweisverfahrens, die der richterlichen Aufklärungspflicht im Rahmen der durch die §§ 243 ff. StPO vorgegebenen Tatsachenfeststellung für die Voraussetzungen einer strafrechtlichen Verurteilung dienen. Insoweit ist der Sachbeweis in Form des Urkundenbeweises und der Augenscheinnahme ein wichtiges Mittel der richterlichen Überzeugungsbildung.

## Form und Verfahren der Beweiserhebung
Für alle Tatsachen, die die Schuldfrage und die Rechtsfolgen der Straftat betreffen, gilt der Strengbeweis. Das bedeutet, dass die zulässigen Beweismittel in der Rechtsordnung abschließend aufgezählt sind. Zu den Sachbeweisen, die im Verfahren der Beweiserhebung zugelassen sind, zählen die Augenscheinnahme nach § 86 StPO und der Urkundenbeweis im Sinne der §§ 249 ff. StPO. Für die ausschließlich verfahrensrechtlich erheblichen Tatsachen hingegen gilt der Freibeweis.
Grundsätzlich ist das Gericht dazu aufgerufen, das originäre, tatnächste Beweismittel anzuwenden. Vorrang hat grundsätzlich die persönliche Vernehmung einer Beweisperson, aufgenommene Vernehmungsprotokolle nach § 250 StPO haben somit Nachrang gegenüber einer Vernehmung des Angeklagten in der Hauptverhandlung. Gleiches gilt für Beweispersonen, wobei die ergänzende Verlesung von Protokollen und schriftlichen Erklärungen im Urkundenbeweis zulässig sind. Vom Ersetzungsverbot ausgenommen ist die Verlesung des Protokolls einer Vernehmung des Angeklagten gemäß § 254 StPO. Insbesondere ist die Verlesung eines richterlichen Protokolls für die Verwertung möglich. Streitig diskutiert wird die Verlesung nichtrichterlicher Protokolle, die allenfalls als Vorhalt fungieren können. Dies bejaht die herrschende Meinung mit der Konsequenz, dass der Protokollinhalt nicht als Urkundenbeweis verwertet werden darf. Urkunden mit sonstiger schriftlicher Äußerung des Angeklagten außerhalb einer Vernehmung (Erklärungen gegenüber der Staatsanwaltschaft, Briefe oder dergleichen) können zum Urkundenbeweis gemäß § 249 StPO verlesen werden.  
Sofern keine Beweisverwertungsverbote bestehen, würdigt der Richter die Beweise im Rahmen von § 261 StPO frei. Feste Bindung an Beweisregeln bestehen insoweit nicht. Maßgeblich ist die persönliche Überzeugung des Richters, das heißt, dass vernünftige Zweifel ausschließende Gewissheit des Vorliegens der für die Schuld des Angeklagten und die Rechtsfolgen der Tat erforderlichen Tatsachen vorliegt.

## Arten
Zu den Sachbeweisen gehören etwa Gegenstände (§ 94, § 103 StPO), Beweisstücke (§ 147 Abs. 1 StPO), Spuren einer Straftat (§ 103 StPO; z. B. Fingerabdrücke, Fotografien, Videografien, DNA-Spuren), Bandabnahmen der Leitstelle und Gutachten, Spuren oder Merkmale (§ 86 StPO), Urkunden und Schriftstücke (§ 249 StPO). Der Sachbeweis wird geführt, indem u. a. Tatmittel, Tatbeute und/oder Ermittlungsergebnisse (Spurensicherungsberichte, Telekommunikationsüberwachungen, Vorratsdatenspeicherung, Videoaufzeichnung) in die Beweisaufnahme eingebracht werden. Manche Sachbeweise werden dabei erst durch (medizinische) Gutachter oder Sachverständige (z. B. Obduktion) erbracht.
Die Inaugenscheinnahme bietet Anknüpfungspunkte für Folgerungen. Sie bietet mittelbare, also indirekte, Hinweise auf die Existenz eines gesetzlichen Tatbestandsmerkmals und dessen Plausibilität. Die Überzeugungskraft wird dann verfestigt, wenn andere Schlüsse aus den Indizientatsachen nicht ernstlich in Betracht kommen.

## Verbleib der Sachbeweise
Bewegliche Sachen, die gemäß § 111c StPO beschlagnahmt worden sind, sich noch im amtlichen Gewahrsam (Asservat) befinden und im Strafverfahren nicht mehr benötigt werden, sollen nach § 111k StPO herausgegeben werden. Dabei wird der Grundsatz durchbrochen, wonach ein beschlagnahmter Gegenstand – gleichsam als actus contrarius zur Beschlagnahme – an den letzten Gewahrsamsinhaber zu erfolgen hat. Sachbeweise werden nach Eintritt der Rechtskraft an den Eigentümer zurückgegeben, wenn sie nicht Einziehungs- oder Verfallsgegenstände sind oder anderweitig in hoheitlichem Gewahrsam verbleiben (z. B. zur Gefahrenabwehr). Hierzu gehören Spuren und deren Auswertungen (DNA-Gutachten), Tatmittel, erlangtes Gut und Telefonüberwachungsprotokolle.